# Chiesa di Sant'Andrea (Lorsica)
La chiesa di Sant'Andrea è un luogo di culto cattolico situato nella frazione di Verzi nel comune di Lorsica, nella città metropolitana di Genova. La chiesa è sede della parrocchia omonima del vicariato della Val Fontanabuona della diocesi di Chiavari.

## Storia

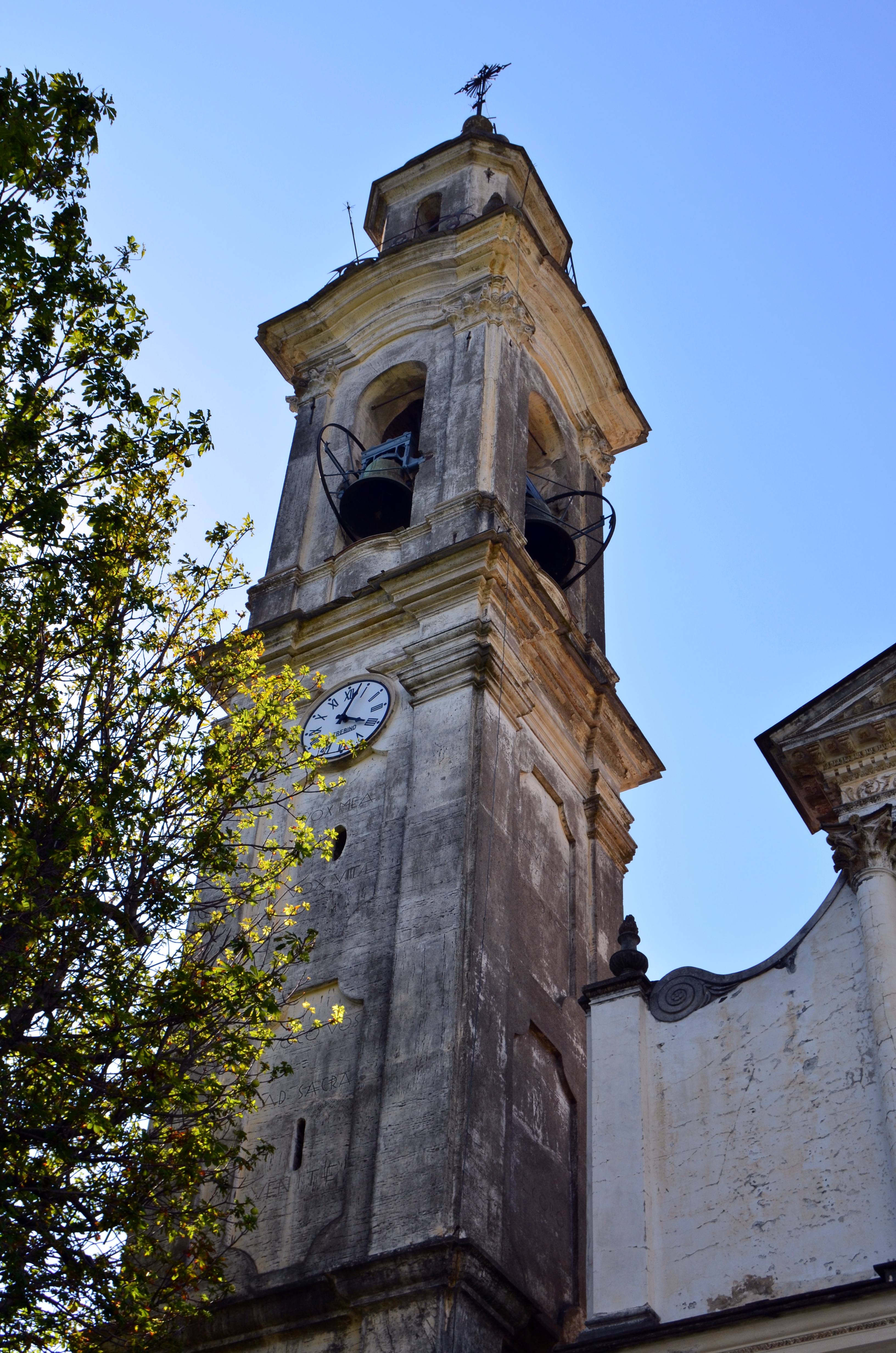
Il campanile

La parrocchia di Verzi, per attestazione di storici, è una delle più antiche dell'attuale diocesi di Chiavari e di essa già nel 1069 si trovano notizie sulla "pieve plebana di Verzi".
In una bolla risalente al 16 marzo 1162, emanata da papa Alessandro III, vengono confermati i diritti del monastero di San Fruttuoso sulla chiesa di Sant'Andrea di Verzi.
A quel tempo e negli anni successivi la parrocchia risultò essere una delle più estese per territorio confinando anche con la diocesi di Tortona sul cui confine nel XIV secolo venne edificata la chiesa di San Giuseppe di Barbagelata.
La sovranità della parrocchia comprendeva luoghi come Favale di Malvaro, Lorsica, Monteghirfo, Castagnelo e Barbagelata godendo così dell'intera giurisdizione di tutta la vallata del torrente Malvaro.
Col passare degli anni si verificarono importanti cambiamenti alla parrocchia di Verzi che portarono, nel 1598, all'indipendenza della chiesa di San Vincenzo di Favale di Malvaro e, nel 1603, della chiesa parrocchiale di Nostra Signora Annunziata di Lorsica.
Successivamente, nel 1837, per decreto dell'arcivescovo di Genova cardinale Placido Maria Tadini venne resa indipendente la parrocchia di San Bernardo di Monteghirfo a cui seguirono nel 1910 la parrocchia di Castagnelo e infine nel 1915 la parrocchia di Barbagelata.
La parrocchia è stata eletta a Prevostura nel 1899 e dedicata da Daniele Ferrari, vescovo di Chiavari, il 27 marzo del 1987.

## Descrizione
Fu costruita nel XVII secolo. L'attuale struttura richiama lo stile architettonico ottocentesco con una facciata, del 1879, con colonne in finto marmo e capitelli di ordine corinzio. L'interno è ad unica navata con cinque altari laterali ricavati nelle nicchie intorno alla metà del XVIII secolo; le decorazioni nella volta e nel presbiterio sono risalenti al 1859.
Di pregio artistico è il caratteristico presepe che inizialmente fu attribuito allo scultore Anton Maria Maragliano. Approfonditi studi hanno invece evidenziato che l'opera fu prodotta in una bottega di Napoli verso la fine del XIX secolo e trasferita in seguito nella chiesa di Verzi; il presepe è stato recentemente restaurato nel suo complesso dall'ente provinciale genovese.